# Philippe Presti
Pour les articles homonymes, voir Presti.
Philippe Presti, né le 26 juin 1965 à Arcachon, est un barreur français, membre du Cercle de Voile de Cazaux Lac près d'Arcachon. Double vainqueur de la 33ème et 34ème Coupe de l'America , vainqueur de la Prada Cup 2021, il est l'entraîneur principal de LUNA ROSSA PRADA PIRELLI.
Philippe Presti est parallèlement le coach de  l’équipe américaine de Sail GP.

## Palmarès
- Entraîneur principal de l'Equipe Luna Rossa Prada Pirelli : vainqueur de la Prada Cup qui a remplacé la Coupe Louis-Vuitton en février 2021. "Challenger" vaincu du "Defender" Emirates Team New Zealand de la 36ème Coupe de l'America à Auckland, Nouvelle-Zélande en mars 2021.
- Entraîneur de l'Equipe ORACLE TEAM USA: 35ème Coupe de l'America. Bermudes Juin 2017.
- Entraîneur de l'Equipe ORACLE TEAM USA: vainqueur de la 34ème Coupe de l'America. San Francisco Sept 2013.
- Entraîneur de la cellule arrière d'ORACLE RACING USA 17 : vainqueur de la 33ème Coupe de l'America. Valence Fev 2010.
- Tacticien et second barreur de Luna Rossa Challenge en 2007 : finaliste de la Coupe Louis-Vuitton.
- Médaille de Bronze aux Championnats du Monde de Match Racing 2004.
- Skipper et barreur du Class America Le Défi Areva : 1/4 de finale de la Coupe Louis-Vuitton en 2003.
- Double Champion du monde de Finn (Dériveur Olympique) en 1993 et 1996.
- Vice-Champion du Monde de Soling (Quillard Olympique).
- Double sélectionné lors des Jeux olympiques d'Atlanta en 1996 (en Finn : 14e) et de Sydney en 2000 (en Soling : 9e).
- Médaille de bronze aux Championnats d'Europe de Finn 1995.
- Médaille de bronze aux Championnats d'Europe de Star 2003.